# Hans Gelbert
Hans Gelbert (* 1905; † 1988) war ein deutscher Ruderer und Architekt des zwanzigsten Jahrhunderts. Er nahm an den X. Olympischen Sommerspielen 1932 in Los Angeles als Ersatzmann des Deutschland-Achters teil, kam jedoch als Reservist nicht zum Einsatz.

## Leben
Im Jahr 1930 gründete Hans Gelbert in Ludwigshafen ein Architekturbüro.
Neben seiner Arbeit als Architekt war er Mitglied im Ludwigshafener Ruderverein. 1932 wurde er auserwählt, bei den Olympischen Sommerspielen den Deutschland-Achter, der vom Mannheimer Ruderverein „Amicitia“ gestellt wurde, als Ersatzmann zu unterstützen, kam jedoch nicht zum Einsatz.
Er hatte zwei Söhne Kurt und Hans. Das Architekturbüro wurde in zweiter Generation von Hans Gelbert, jun. fortgeführt.

## Werk als Architekt (Auswahl)
- 1951: Kino Regina, Wredestr. 20, Ludwigshafen am Rhein[3]